# U 246
U 246 war ein deutsches U-Boot vom Typ VII C, das im Zweiten Weltkrieg von der deutschen Kriegsmarine eingesetzt wurde.

## Technische Daten
Der Auftrag für das Boot wurde am 10. April 1941 an die Werft Germaniawerft, Kiel vergeben. Die Kiellegung erfolgte am 30. November 1942, der Stapellauf am 7. Dezember 1943. Die Indienststellung unter Kapitänleutnant Ernst Raabe fand schließlich am 11. Januar 1944 statt.

## Geschichte
Das U-Boot gehörte nach seiner Indienststellung am 11. Januar 1944 bis zum 31. Juli 1944 zur 5. U-Flottille, vom 1. August 1944 bis zum 30. September 1944 zur 3. U-Flottille und vom 1. Oktober 1944 bis zum 5. April 1945 zur 11. U-Flottille.

## Verbleib
U 246 gilt seit dem zweiten Einsatz am 5. April 1945 vermisst. Lage des Wracks: Lage des Wracks von U 246